# 第5回全国高等学校選抜ラグビーフットボール大会
第5回全国高等学校選抜ラグビーフットボール大会は2004年（平成16年）4月1日から4月7日まで熊谷ラグビー場にて行われた全国高校選抜ラグビー大会である。なお今大会は第59回国民体育大会（彩の国まごころ国体）ラグビーフットボール競技のリハーサル大会も兼ねて行われた。

## 概要
今大会から第7回大会まで参加校は24チームになった。またチャレンジ枠が新設された。

## 出場校
※はシード校
北海道ブロック
- 札幌山の手（初出場）

東北ブロック
- 仙台育英※（5年連続5回目）
- 盛岡工（3年ぶり2回目）
- 秋田中央（初出場）

関東ブロック
- 正智深谷※（5年連続5回目）
- 國學院久我山※（3年連続4回目）
- 流経大柏※（2年ぶり4回目）
- 東農大二（3年ぶり2回目）
- 桐蔭学園（3年連続4回目）

北信越ブロック
- 岡谷工（5年連続5回目）

東海ブロック
- 西陵商（3年連続4回目）
- 朝明（初出場）

近畿ブロック
- 啓光学園※（4年連続4回目）
- 天理※（初出場）
- 東海大仰星（5年連続5回目）
- 伏見工（4年ぶり2回目）

中国ブロック
- 尾道（初出場）

四国ブロック
- 貞光工（2年連続2回目）

九州ブロック
- 東福岡※（2年ぶり3回目）
- 佐賀工※（3年連続4回目）
- 大分舞鶴（3年ぶり3回目）

開催県枠
- 深谷（初出場）

チャレンジ枠
- 横須賀（初出場）
- 小倉（初出場）

## 試合結果
- 時刻はすべて日本標準時 (UTC+9)
- 太字は勝利校を示す。

### 1回戦
| 2004年04月01日 11:00 | 東農大二   | 7-31  | 東海大仰星 | Aグラウンド |
| 2004年04月01日 11:00 | 札幌山の手 | 29-31 | 朝明       | Bグラウンド |
| 2004年04月01日 12:15 | 深谷       | 56-7  | 貞光工     | Aグラウンド |
| 2004年04月01日 12:15 | 秋田中央   | 26-21 | 大分舞鶴   | Bグラウンド |
| 2004年04月01日 13:30 | 盛岡工     | 39-10 | 西陵商     | Aグラウンド |
| 2004年04月01日 13:30 | 横須賀     | 7-55  | 尾道       | Bグラウンド |
| 2004年04月01日 14:45 | 岡谷工     | 17-45 | 小倉       | Aグラウンド |
| 2004年04月01日 14:45 | 桐蔭学園   | 5-29  | 伏見工     | Bグラウンド |

### 2回戦・コンソレーション
| 2004年04月02日 11:00 | 伏見工     | 31-12 | 仙台育英     | Aグラウンド |
| 2004年04月02日 11:00 | 小倉       | 12-59 | 啓光学園     | Bグラウンド |
| 2004年04月02日 11:00 | 横須賀     | 3-24  | 桐蔭学園     | Cグラウンド |
| 2004年04月02日 12:15 | 佐賀工     | 57-5  | 尾道         | Aグラウンド |
| 2004年04月02日 12:15 | 流経大柏   | 43-5  | 盛岡工       | Bグラウンド |
| 2004年04月02日 12:15 | 札幌山の手 | 7-70  | 大分舞鶴     | Cグラウンド |
| 2004年04月02日 13:30 | 秋田中央   | 3-50  | 天理         | Aグラウンド |
| 2004年04月02日 13:30 | 深谷       | 22-7  | 國學院久我山 | Bグラウンド |
| 2004年04月02日 13:30 | 西陵商     | 38-31 | 岡谷工       | Cグラウンド |
| 2004年04月02日 14:45 | 正智深谷   | 51-14 | 朝明         | Aグラウンド |
| 2004年04月02日 14:45 | 東福岡     | 21-34 | 東海大仰星   | Bグラウンド |
| 2004年04月02日 14:45 | 東農大二   | 49-0  | 貞光工       | Cグラウンド |

### 準々決勝
| 2004年04月04日 11:00 | 東福岡   | 14-31 | 深谷     | Aグラウンド |
| 2004年04月04日 12:15 | 流経大柏 | 15-52 | 啓光学園 | Aグラウンド |
| 2004年04月04日 13:30 | 正智深谷 | 29-33 | 天理     | Aグラウンド |
| 2004年04月04日 14:45 | 佐賀工   | 15-18 | 伏見工   | Aグラウンド |

### 準決勝
| 2004年04月05日 12:00 | 天理 | 19-14 | 伏見工   | Aグラウンド |
| 2004年04月05日 13:15 | 深谷 | 20-19 | 啓光学園 | Aグラウンド |

### 決勝
| 4月7日 13:00 | 深谷 | 12-41 | 天理 | Aグラウンド レフリー: 谷口和人 |
| 4月7日 13:00 | 詳細 |       |      | Aグラウンド レフリー: 谷口和人 |

| 全国高等学校選抜ラグビーフットボール大会 第5回大会 優勝 |
| ------------------------------------------------------- |
| 天理高校 初優勝                                         |